# Cavezzo (Modena)
Cavezzo ist eine italienische Gemeinde (comune) mit 7182 Einwohnern (Stand 31. Dezember 2023) in der Provinz Modena in der Emilia-Romagna. Die Gemeinde liegt etwa 23 Kilometer nordnordöstlich von Modena. Die westliche Grenze der Gemeinde bildet die Secchia. Die Cavezzo ist Teil der Unione dei comuni modenesi dell'Area Nord.

## Verkehr
Östlich der Gemeinde verläuft die Strada Statale 12 dell'Abetone e del Brennero von Modena kommend in nördlicher Richtung nach Verona. Die frühere Strada Statale 468 di Correggio (heute: Provinzstraße) aus Reggio nell’Emilia führt hier weiter nach Mirabello. Die Schmalspurbahn (950 mm Spurbreite) von Modena nach Mirandola und nach Finale Emilia machte bis 1964 in Cavezzo halt, bis die Strecke vollends stillgelegt wurde.

## Erdbeben 2012

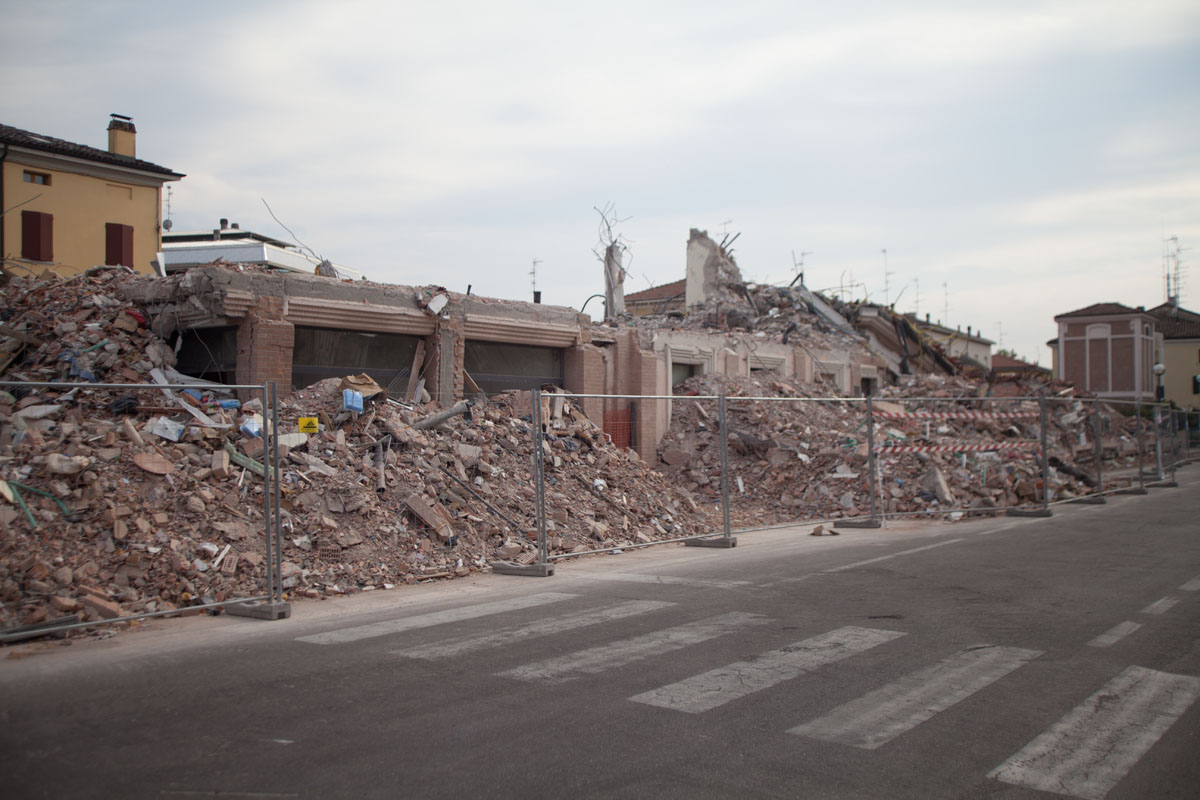
Schaden nach dem Erdbeben im Jahr 2012

Bei den Erdbeben 2012 stürzten in Cavezzo und Carpi mehrere Gebäude ein.

## Persönlichkeiten
- Nino Borsari (1911–1996), Radrennfahrer und Olympiasieger
- Antonio Delfini (1907–1963), Schriftsteller, in Cavezzo aufgewachsen